# Цвинтар «Федір» (Бучач)
Міський цвинтар у Бучачі — одна з діючих некрополій у місті Бучачі. Розташований на пагорбі («горі») Федір трохи вище Бучацького монастиря оо. Василіян у межах теперішнього міста. Площа бл. 3 га.

## Коротка історія
Центральний цвинтар міста. Точний час заснування не встановлений. 1832 року за сприяння латинського пароха (пробоща) кс. Міхала Домбровського споруджено мур довкола старої частини цвинтаря.
Тривалий час частина цвинтаря зі старими похованнями була занедбаною. Останніми роками приїжджають поляки, які прибирають, розчищають від чагарників старі могили. Працівники Бучацького КПП щороку прибирають та доглядають за старою частиною кладовища.

### Каплиця-усипальниця Потоцьких
Розташована в найдавнішій (північній) частині. Збудована в 1812—1815 роках, була цвинтарною каплицею. Спочатку була накрита двоспадистим дахом. Напис на таблиці над входом:
Porta | Qua carne mortales! Viam universae carnis ingrediuntur |  Anima immortales! Universam expectant Resurectionem | Hanc Pietati et decori dicavit PAULUS Comea a P[otok] POTOCKI Haeres Bonorum Buczac […] Buczaczen: Rit. Lat. addietus Parochi[us] [Ao] Do 1815
Напис на таблиці (тильний бік):
TU TWEGO CIAŁA CZŁOWIECZE SCHRONIENIE | TU BRAMA W KTÓREJ ROZŁĄCZASZ OD LUDZI | TU SIĘ TWE KOŃCZY, ZŁE LUB DOBRE MIENIE | TU CZCZY BLASK ŚWIATA IUŻ CIE NIE UŁUDZI | PRZECHODNIU WESTCHn I BY DLA ZMARŁYCH | BŁOGO ZDZIAŁAŁ BÓG DOLE A NIE KARAŁ SROGO | 1812 RKU

## Поховані особи
- Василь Винар, його родичі
- Володимир Воронюк
- Софія Ілевич
- Климентій Рогозинський, його родичі, зокрема, донька Олена Кузів — перша завідувачка Бучацької районної бібліотеки
- Меланія з Ляторовських Рогозинська
- Теодор Марків, дружина Емілія
- дідичі міста, каноніки Павел та Каєтан Потоцькі
- почесний громадянин міста Еміль Шутт
- почесний громадянин міста д-р Едвард Кшижановський
- бурмістр Антоній Козьоровський (пом. 1876)
- Владислав Крупскі (Крупський) (14.11.1874—1.12.1934) — очільник гродського суду в Бучачі[4]
- кс. Міхал Домбровський (поблизу каплиці)[5]

## Світлини

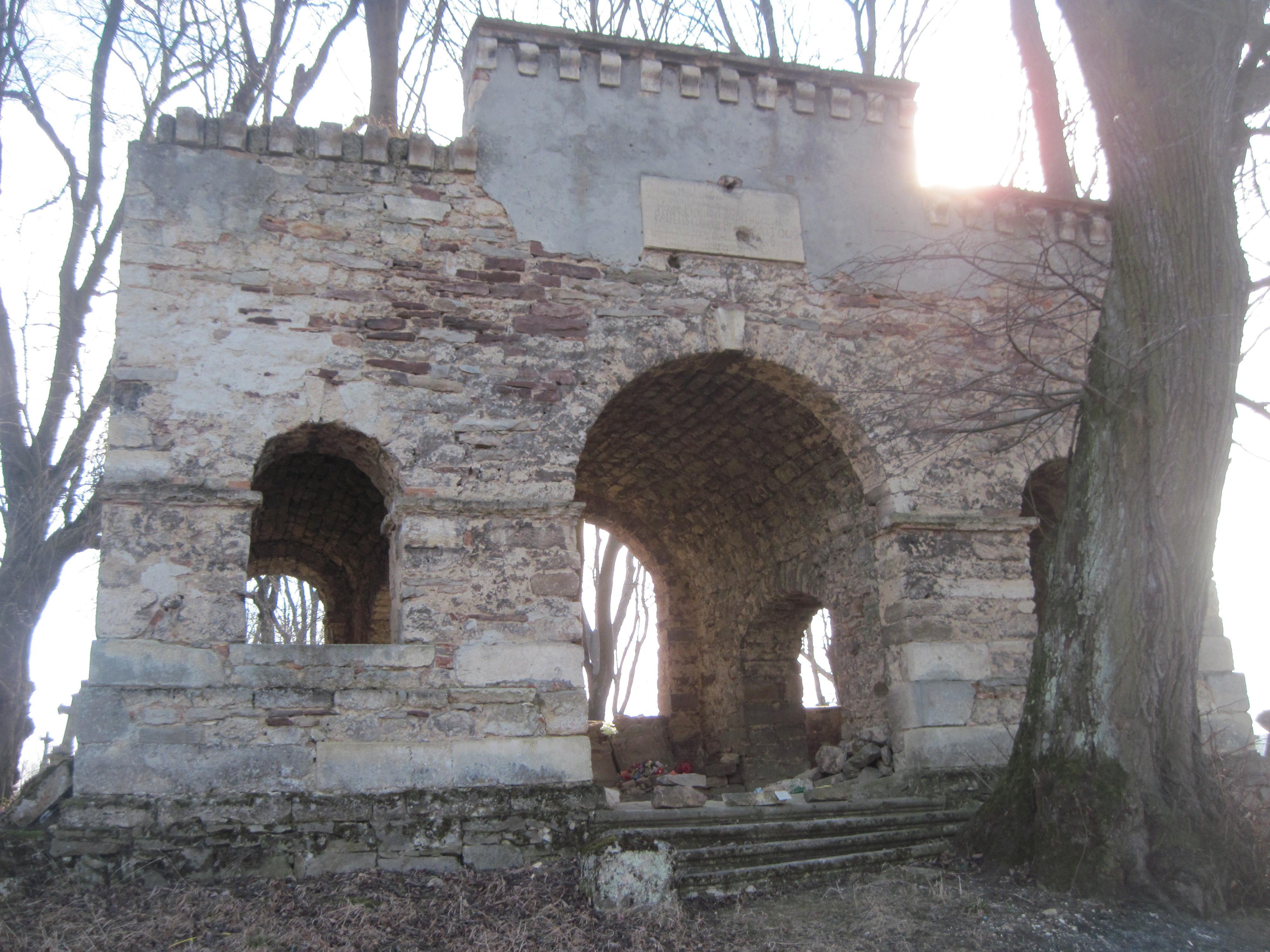
Каплиця-усипальниця графів Потоцьких, фронт, 2015
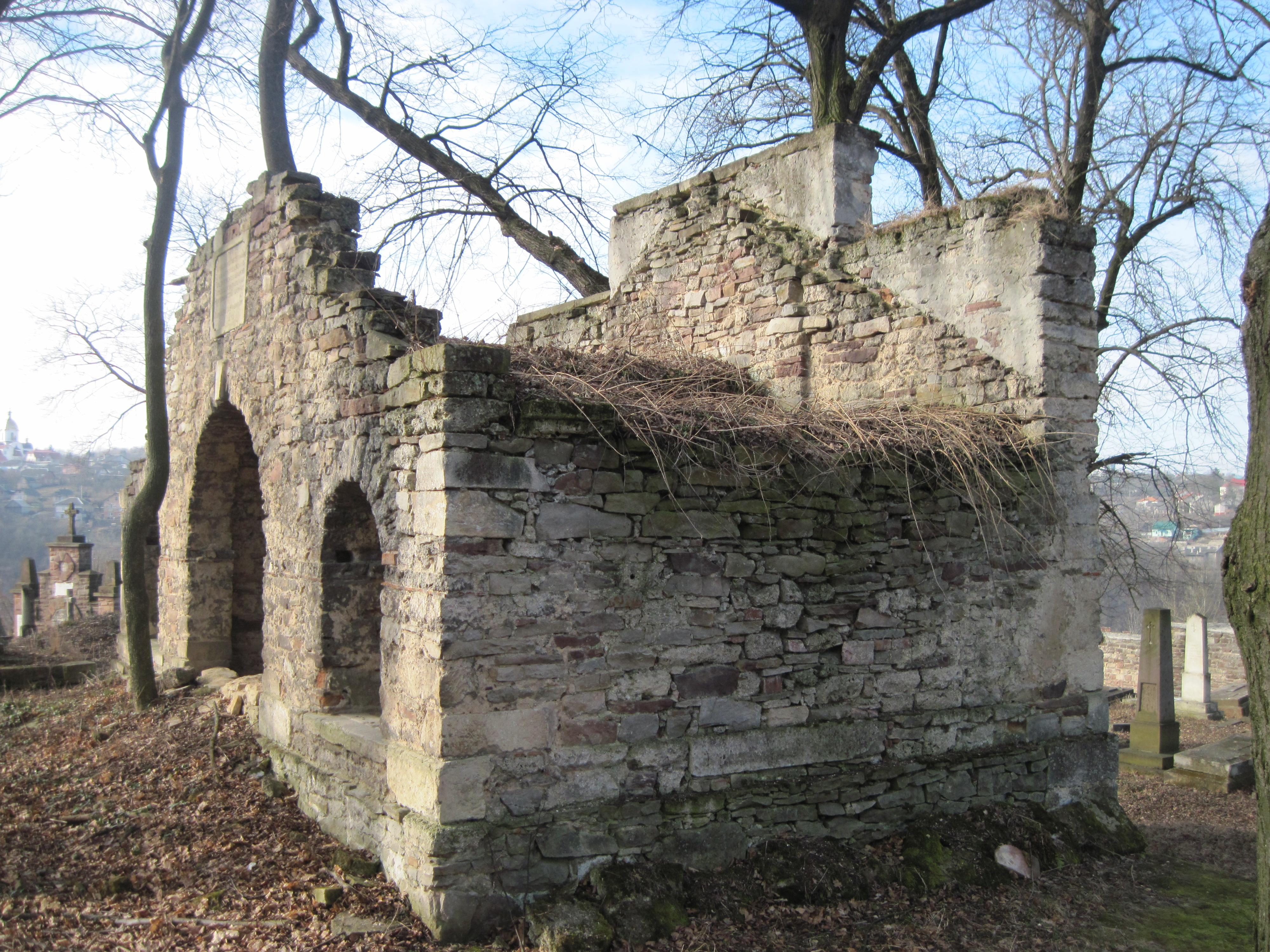
Каплиця-усипальниця графів Потоцьких, вигляд збоку, 2015
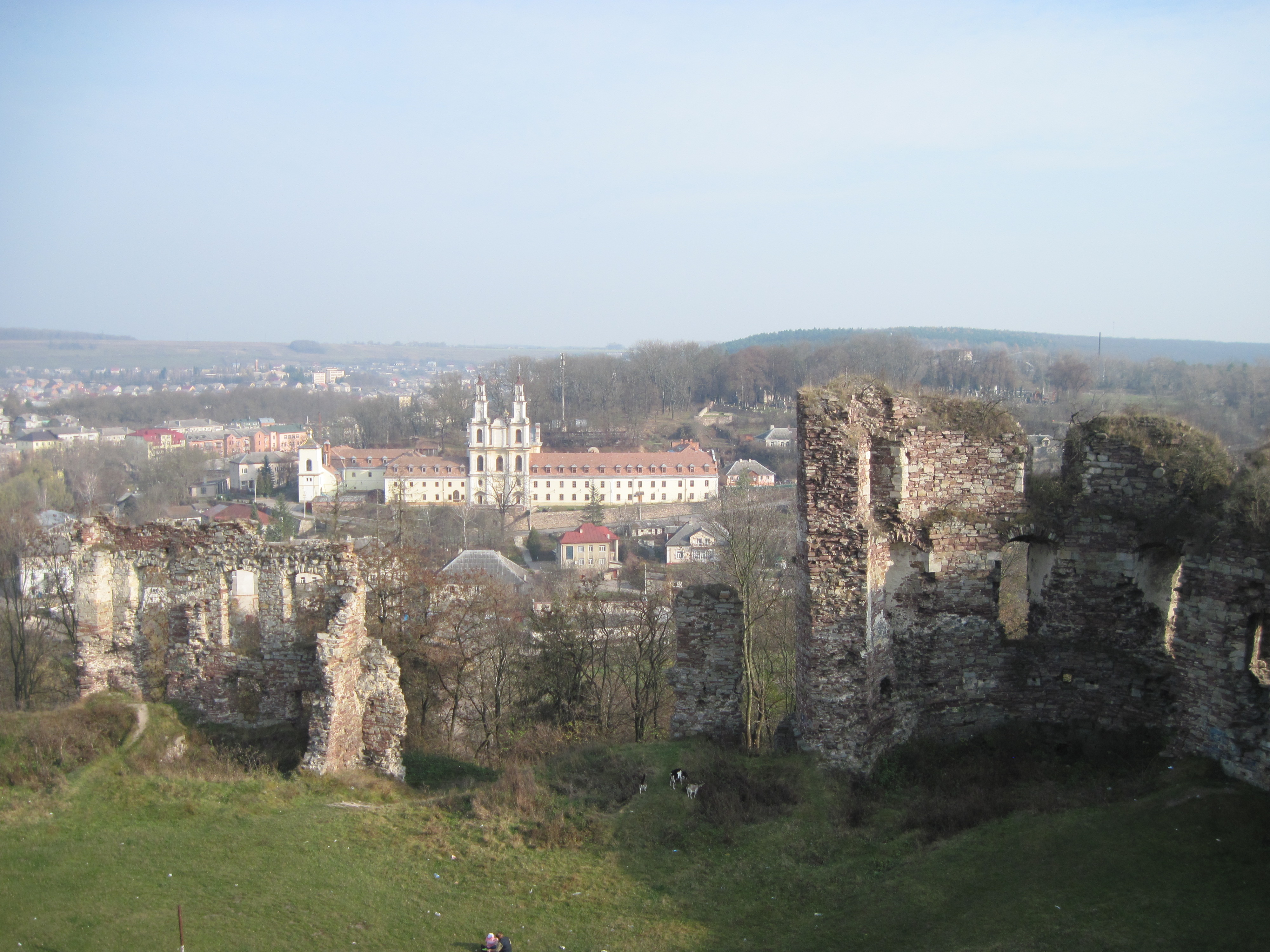
Вигляд зі стіни замку
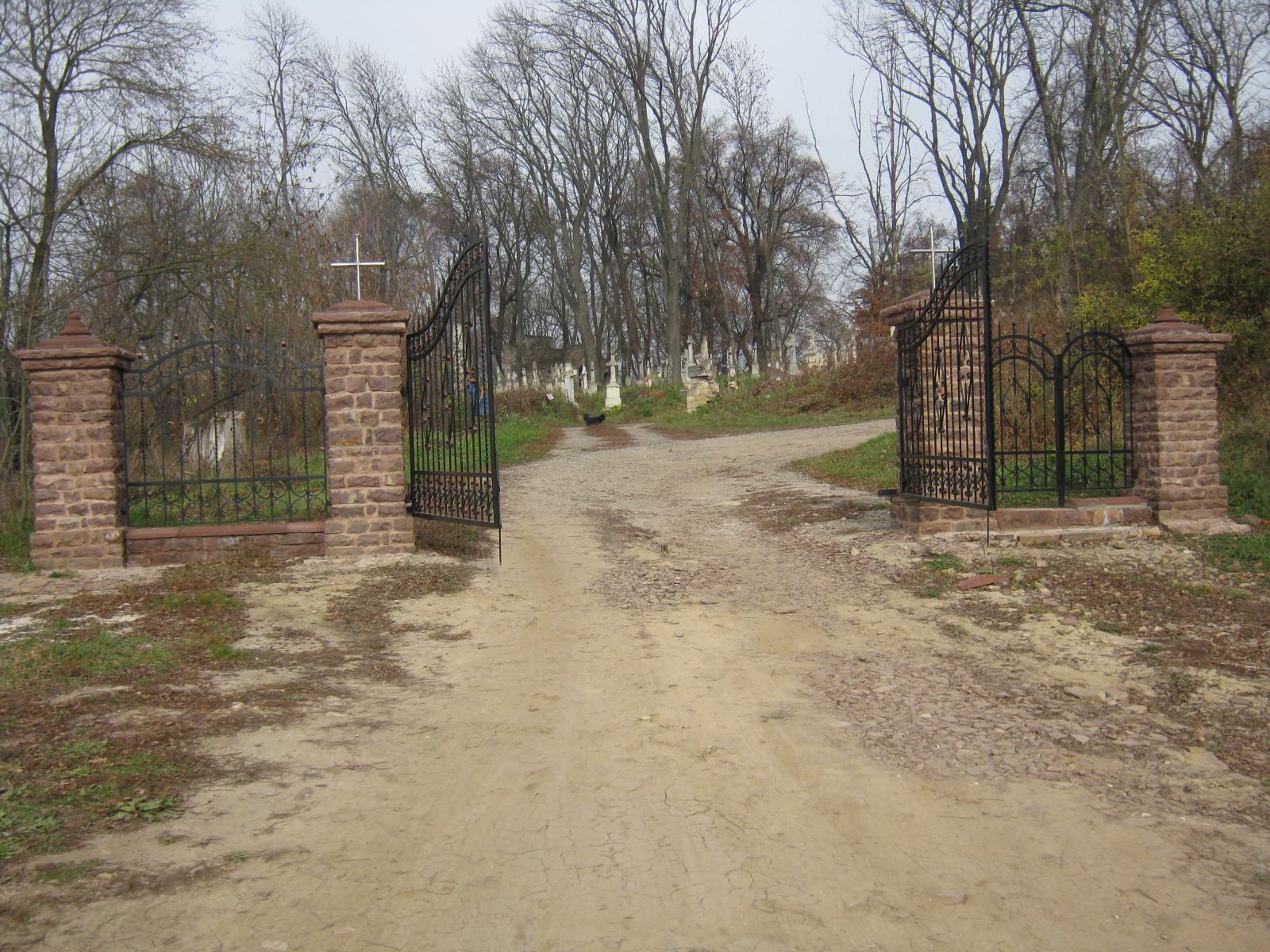
В'їзна брама
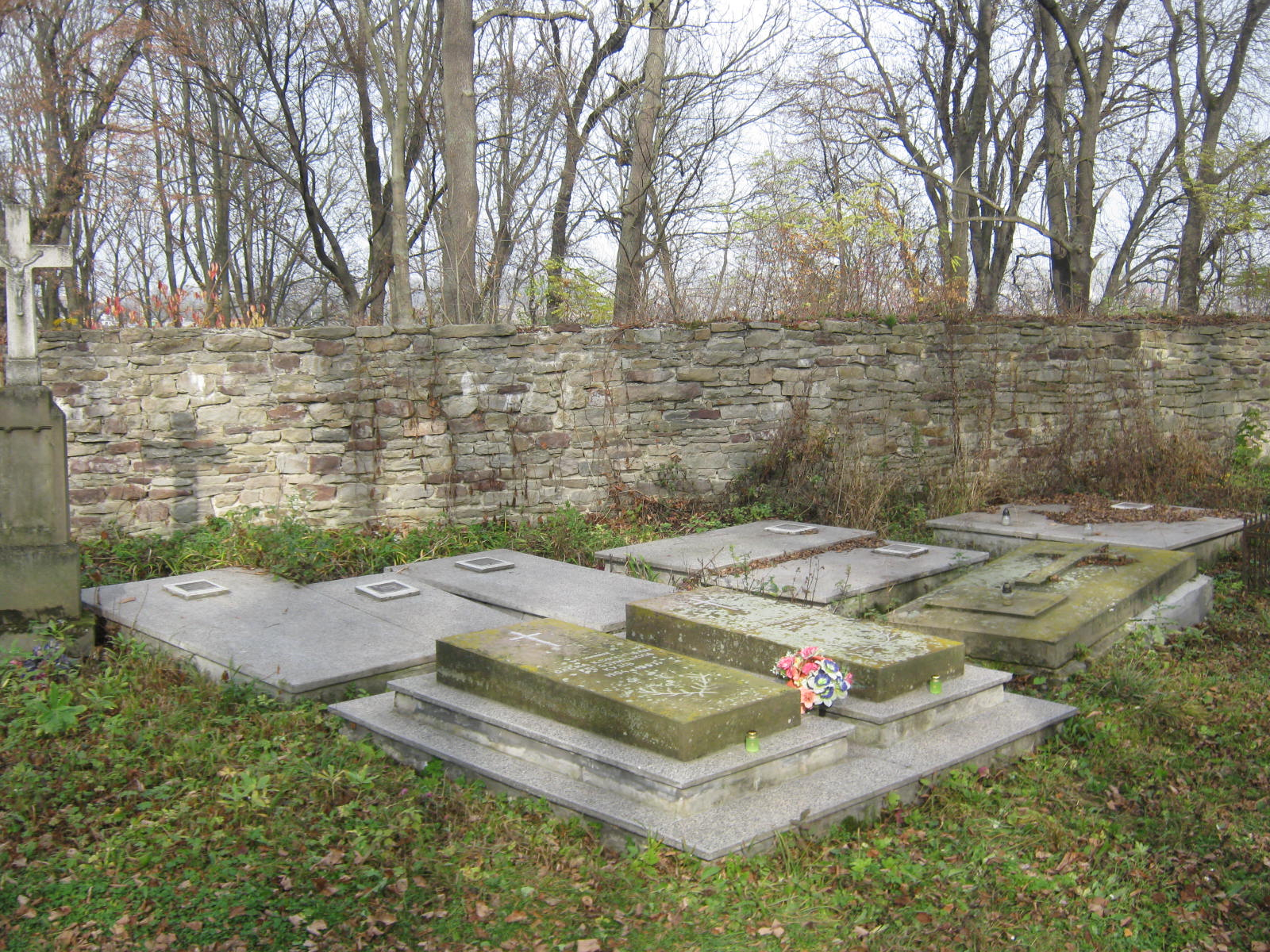
Поховання родини Рогозинських, Ляторовських
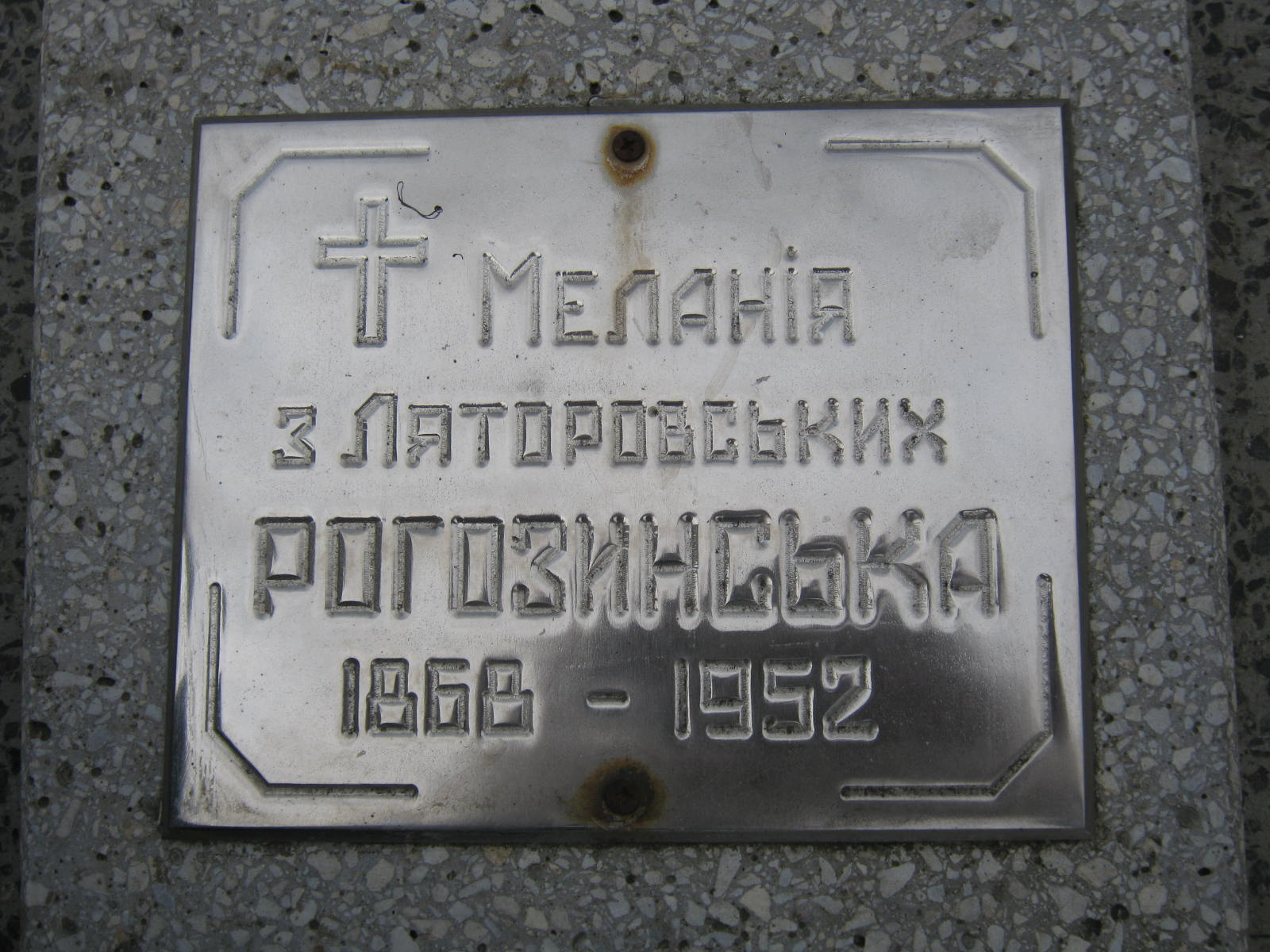
Напис на могилі Меланії з Ляторовських Рогозинської
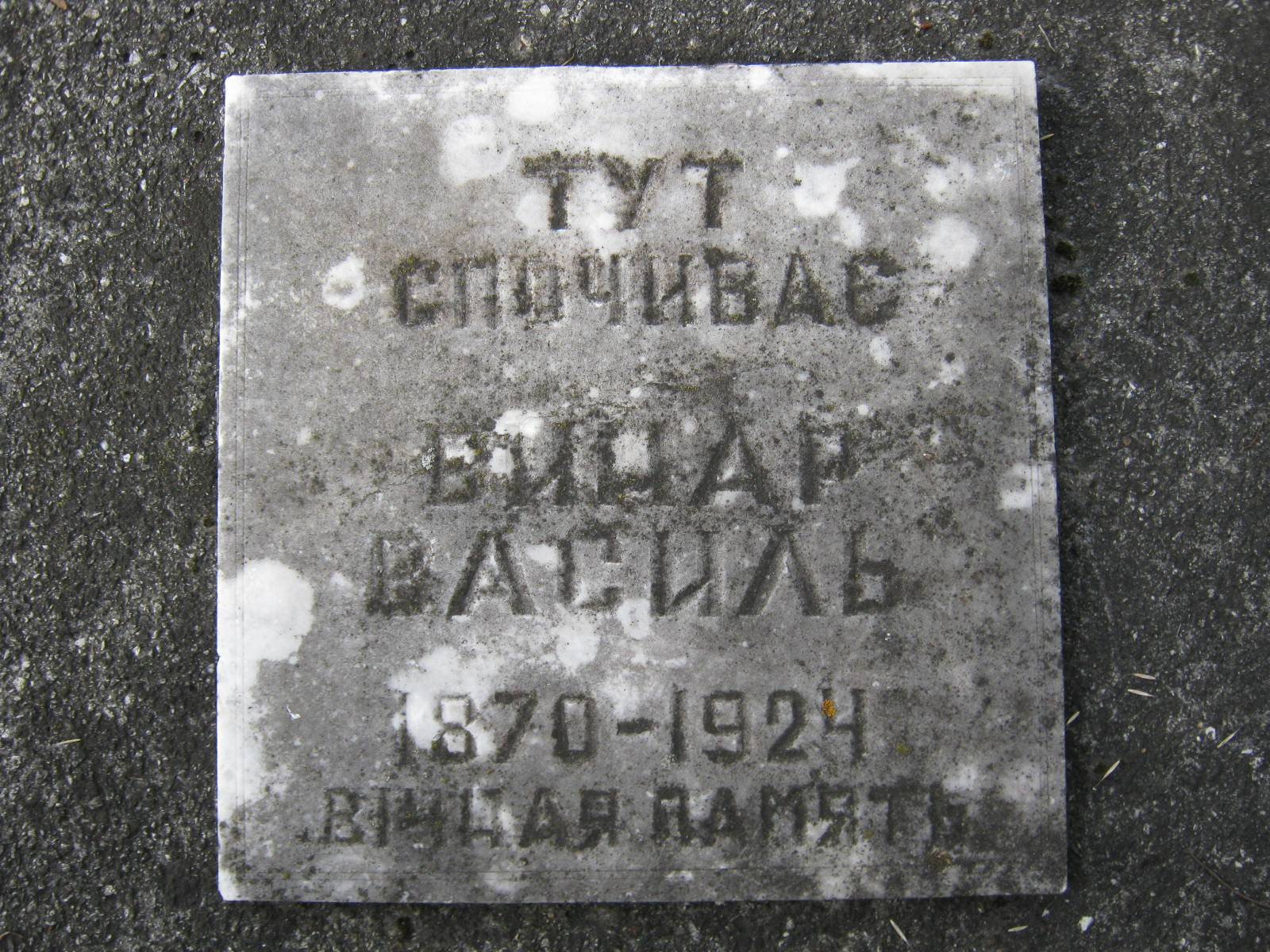
Таблиця на могилі Василя Винара
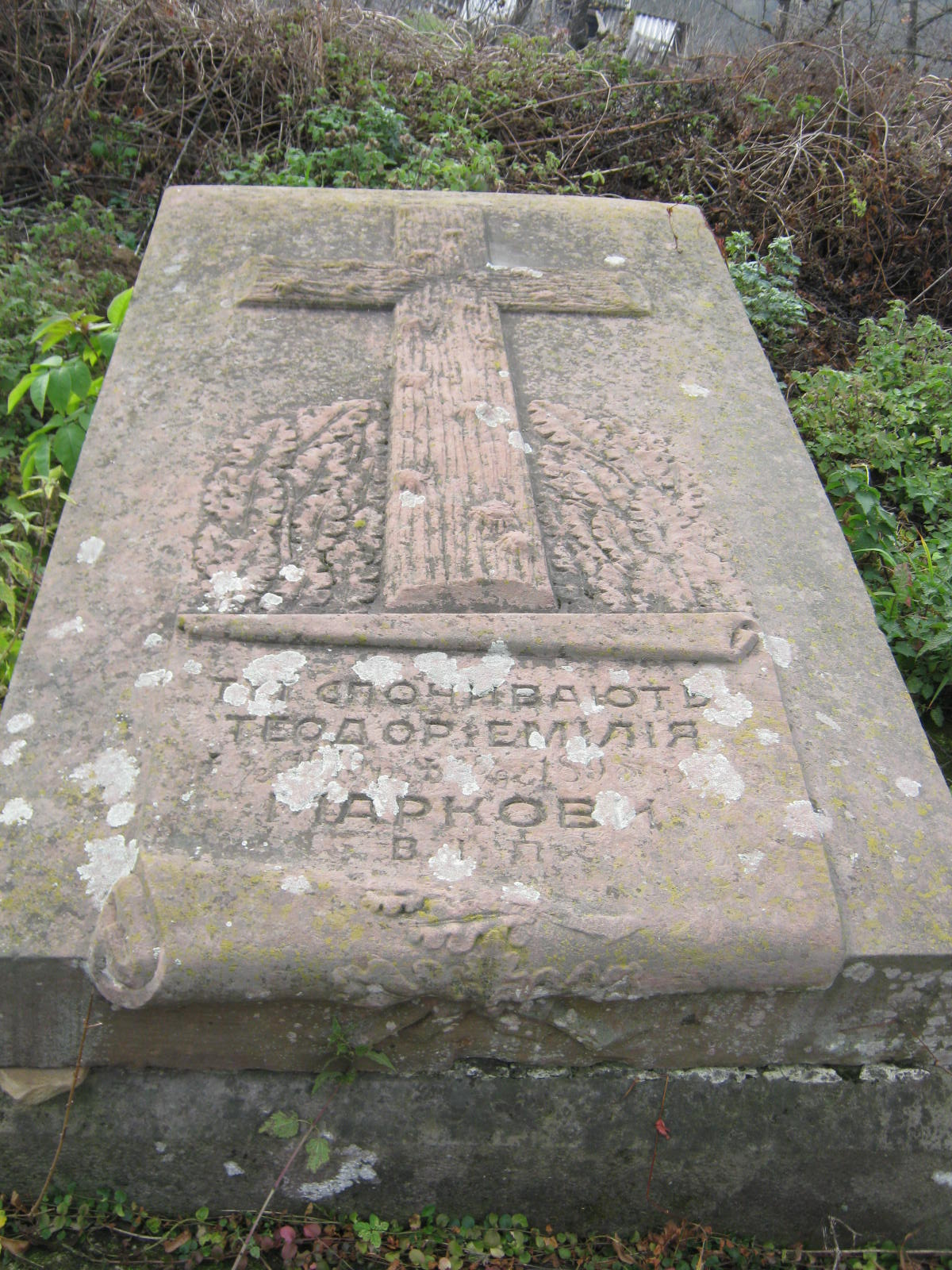
Надгробок Теодора Маркова та дружини
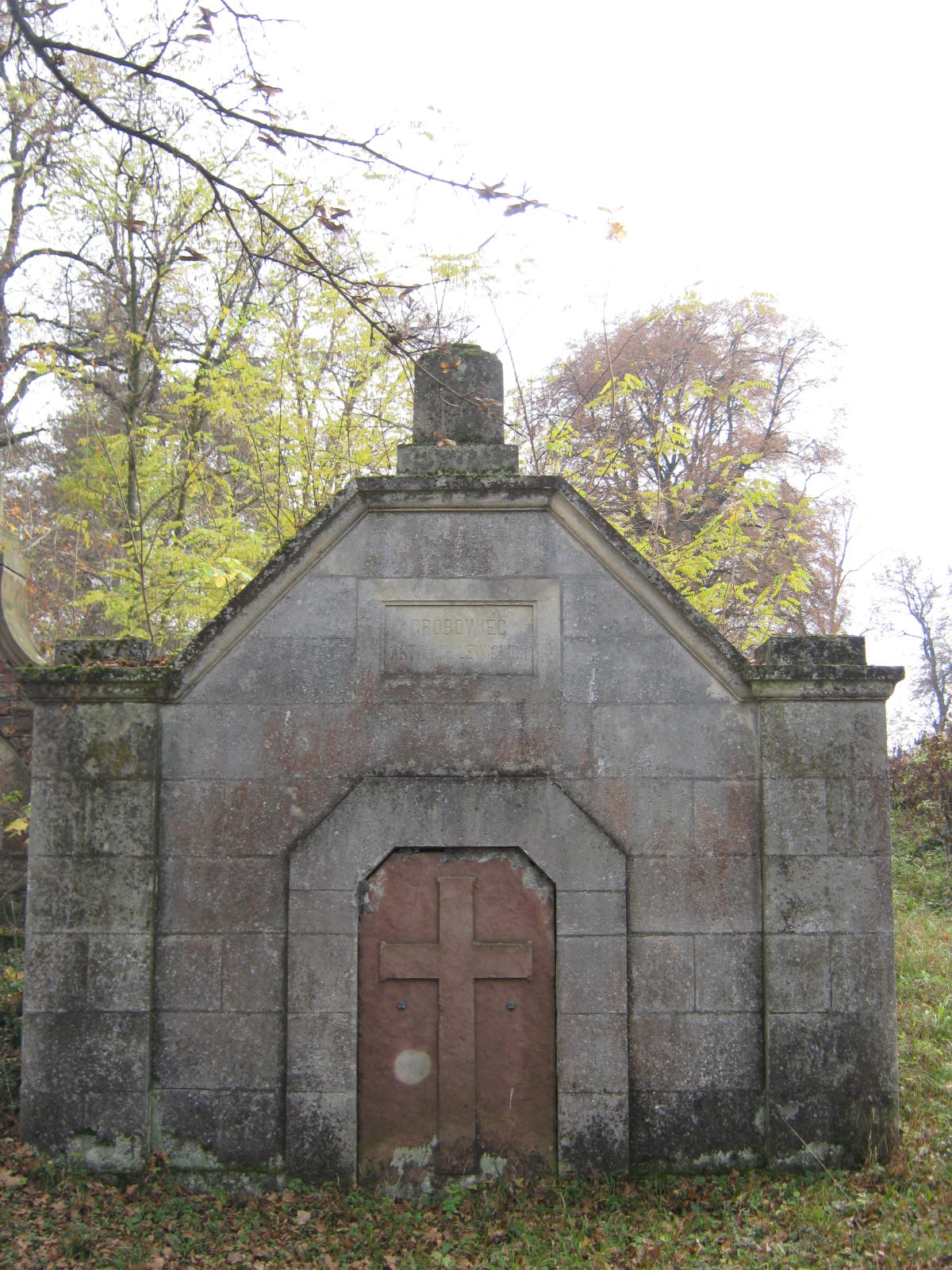
Гробівець родини Левицьких
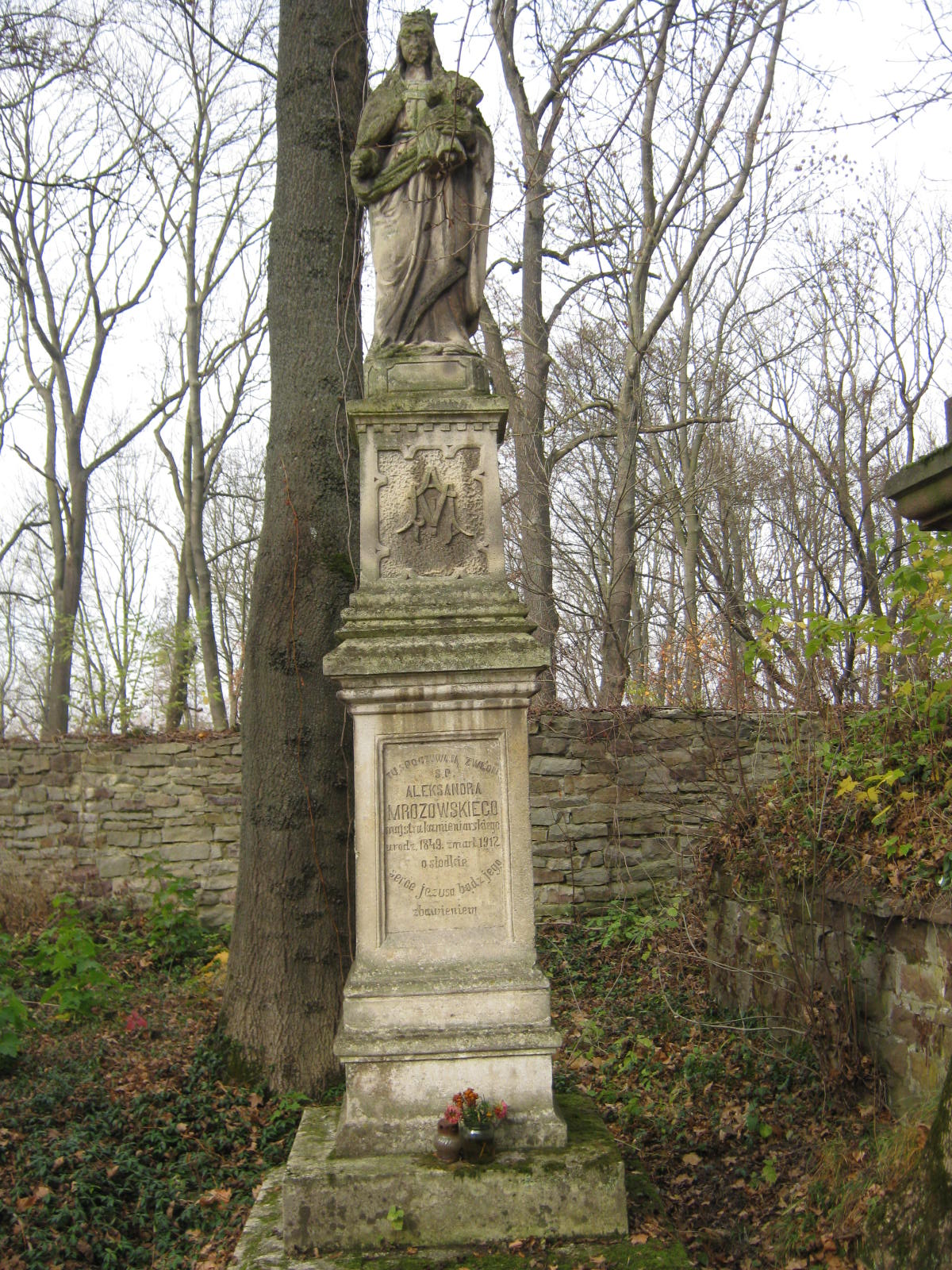
Надгробок майстра-каменяра Александра Мрозовского
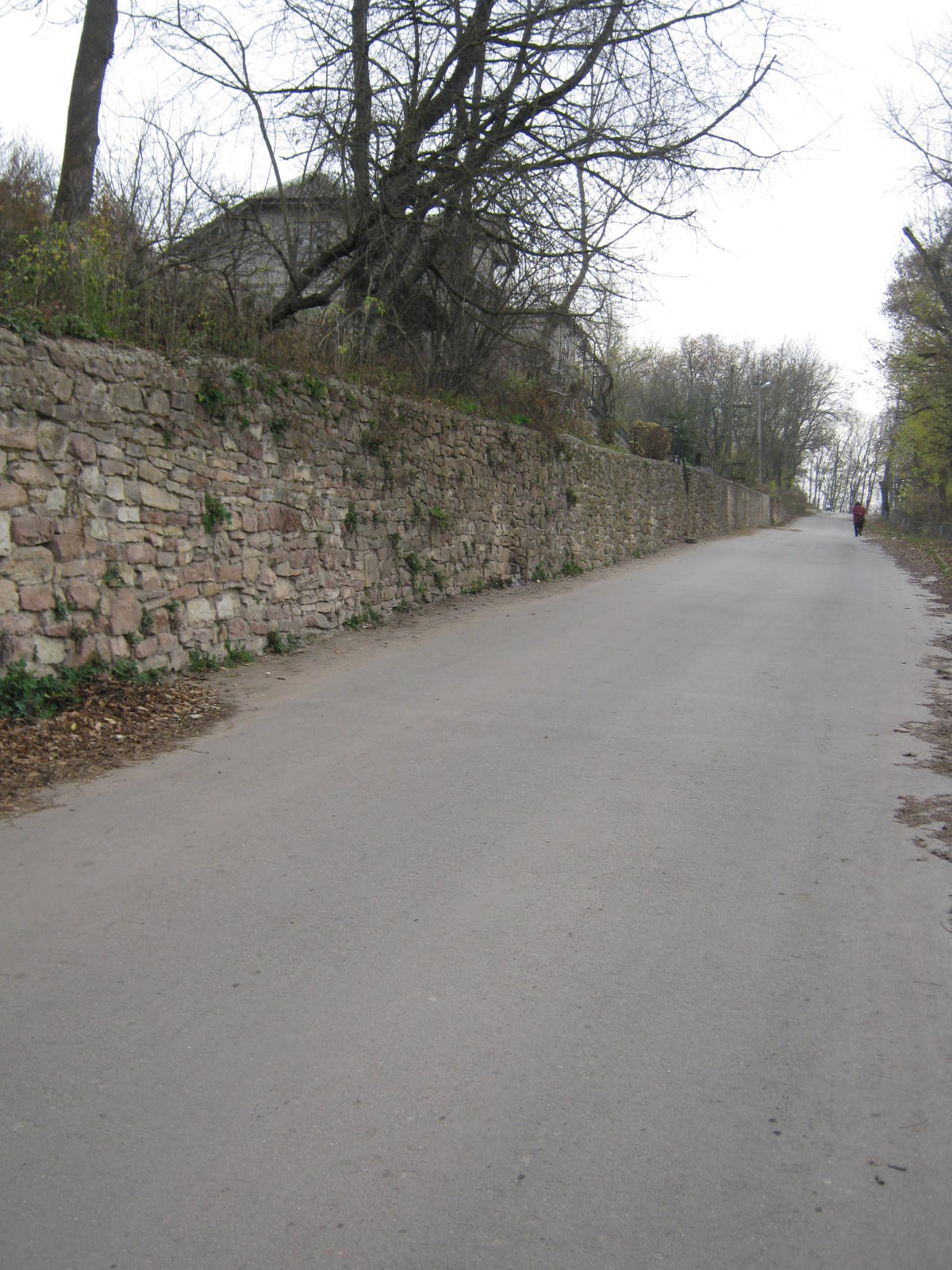
Вулиця Міцкевича — дорога до цвинтаря
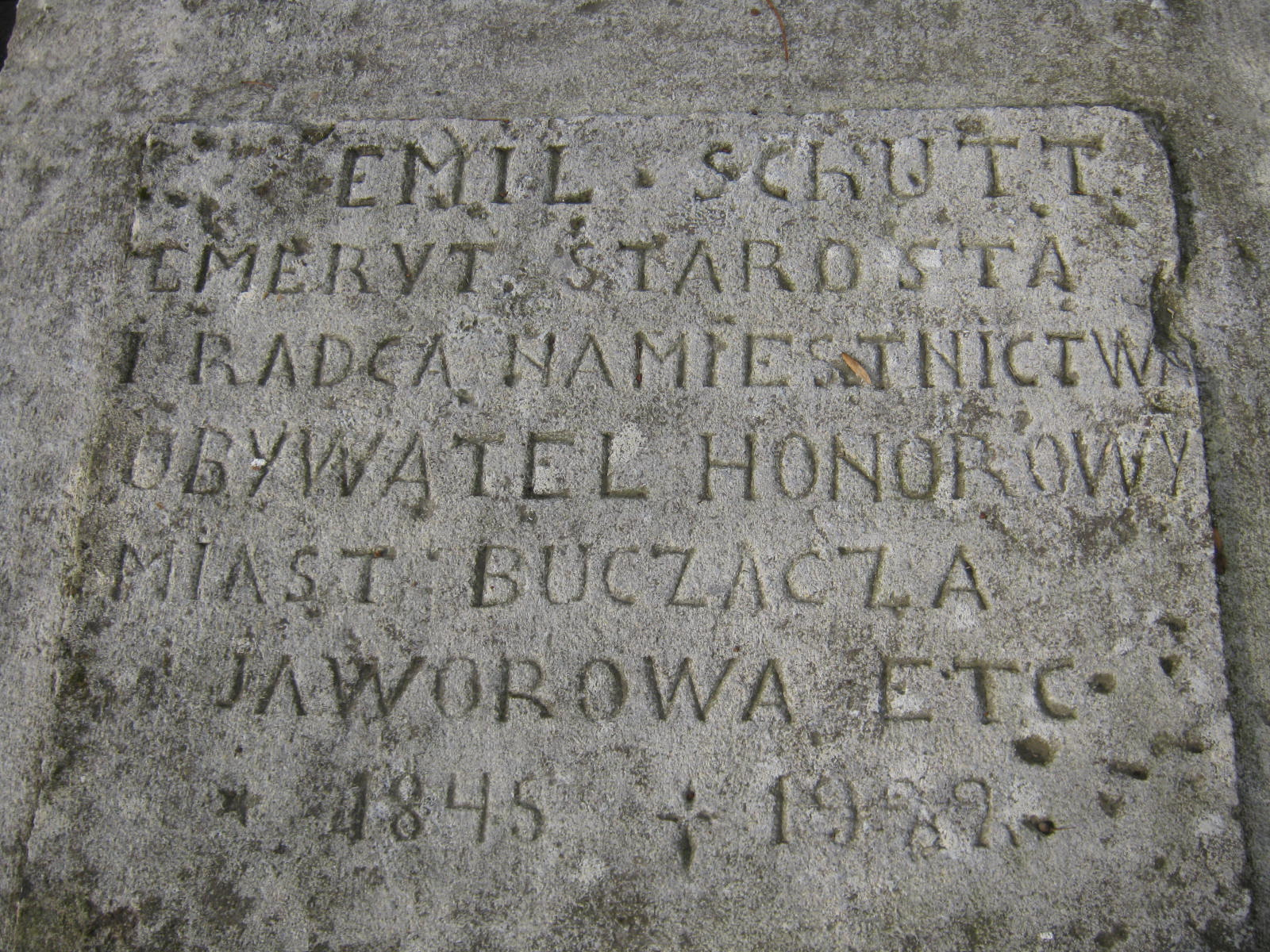
Напис на могилі Еміля Шутта
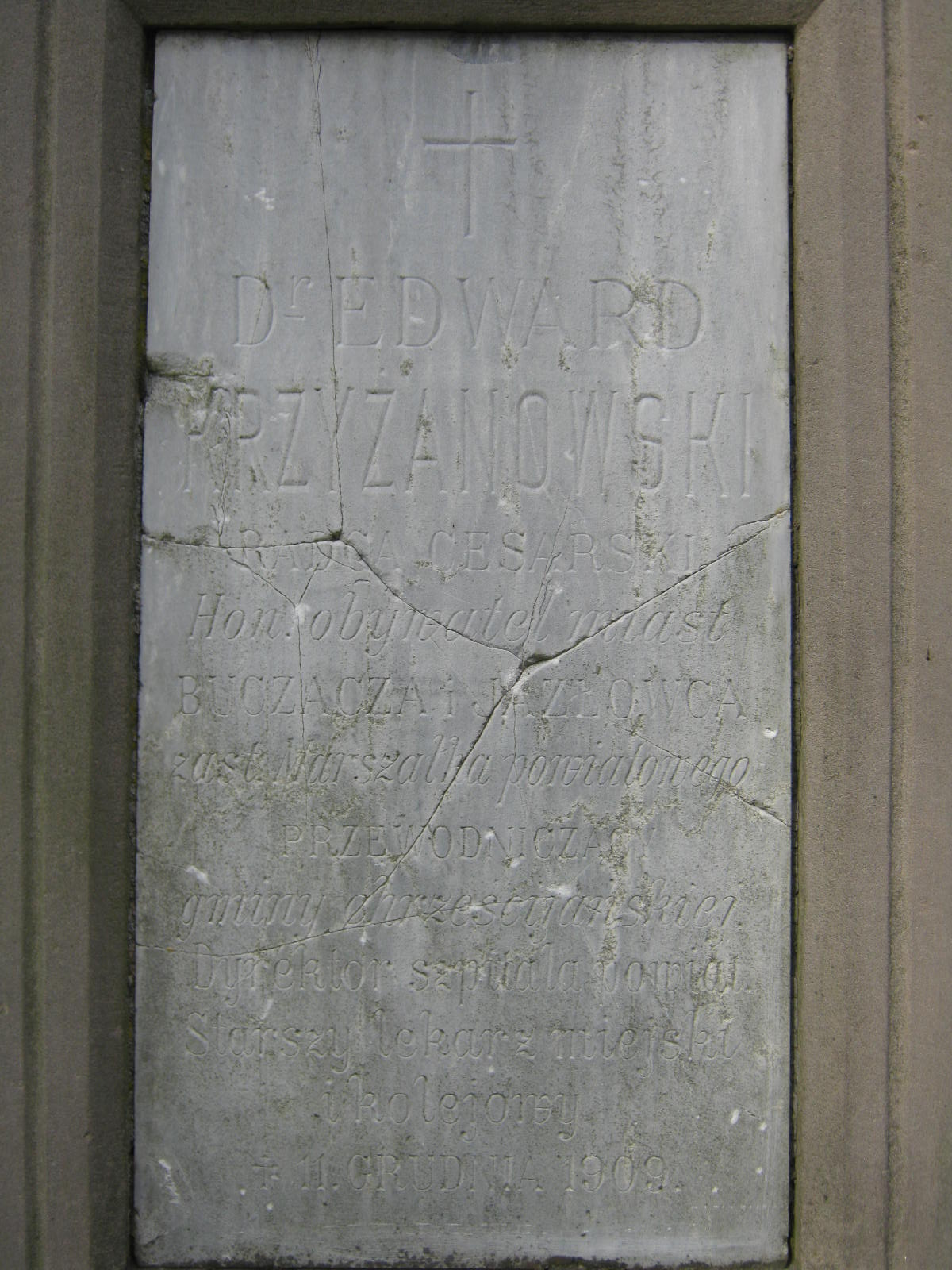
Напис надгробка д-ра Едварда Кшижановського
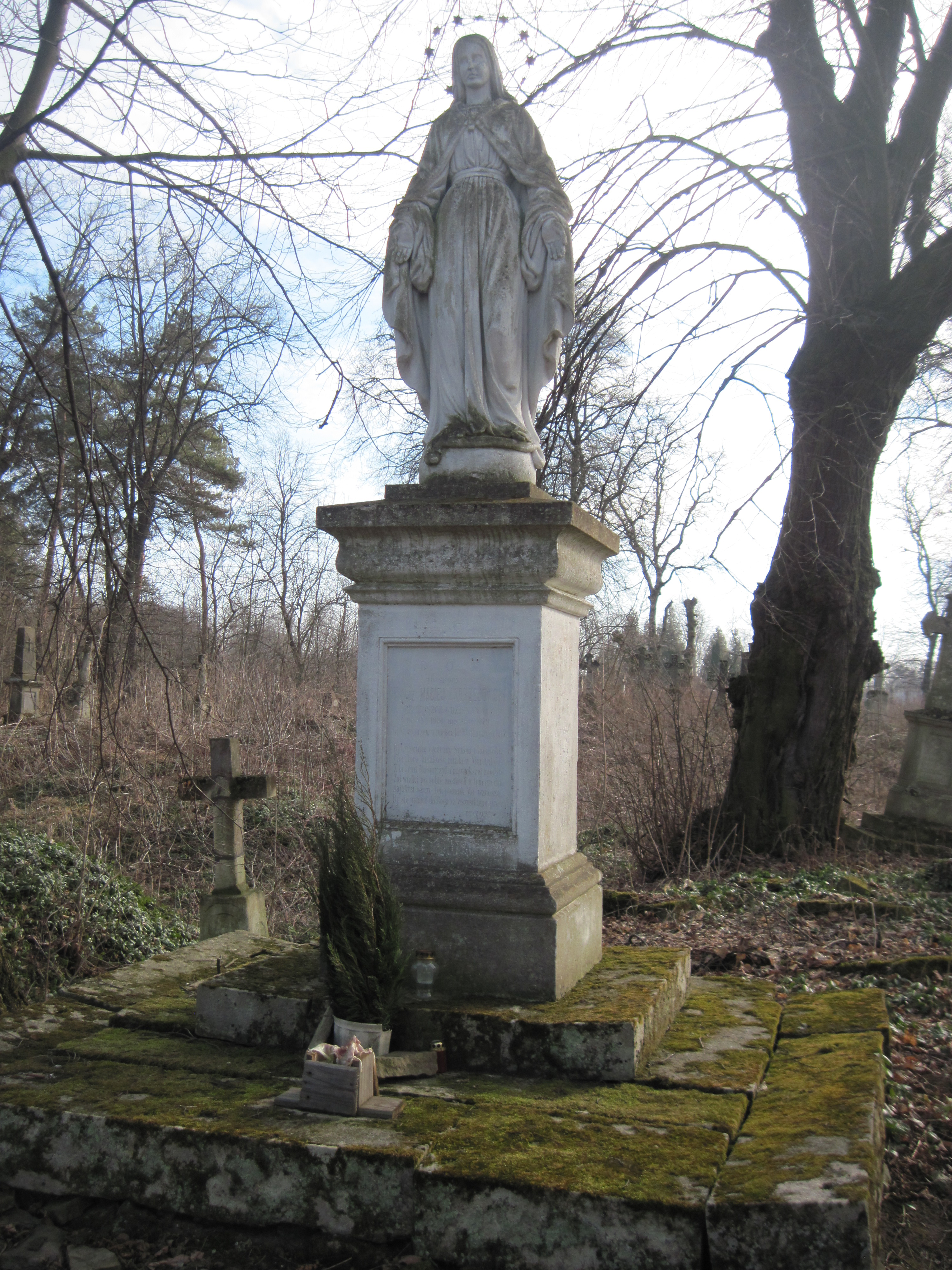
Надгробок пробоща Мацєя Анджейовского
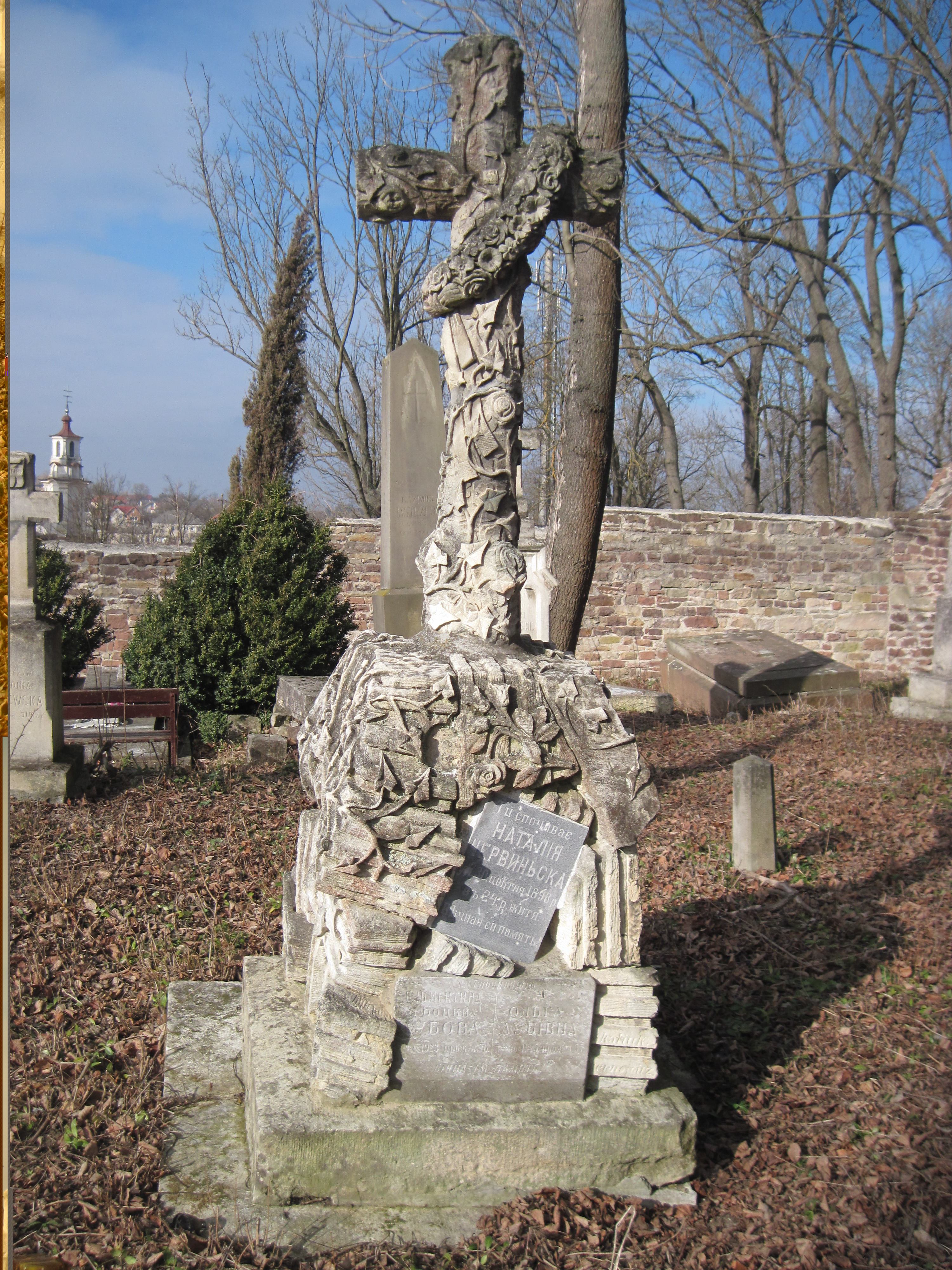
Надгробок Наталії Червінської
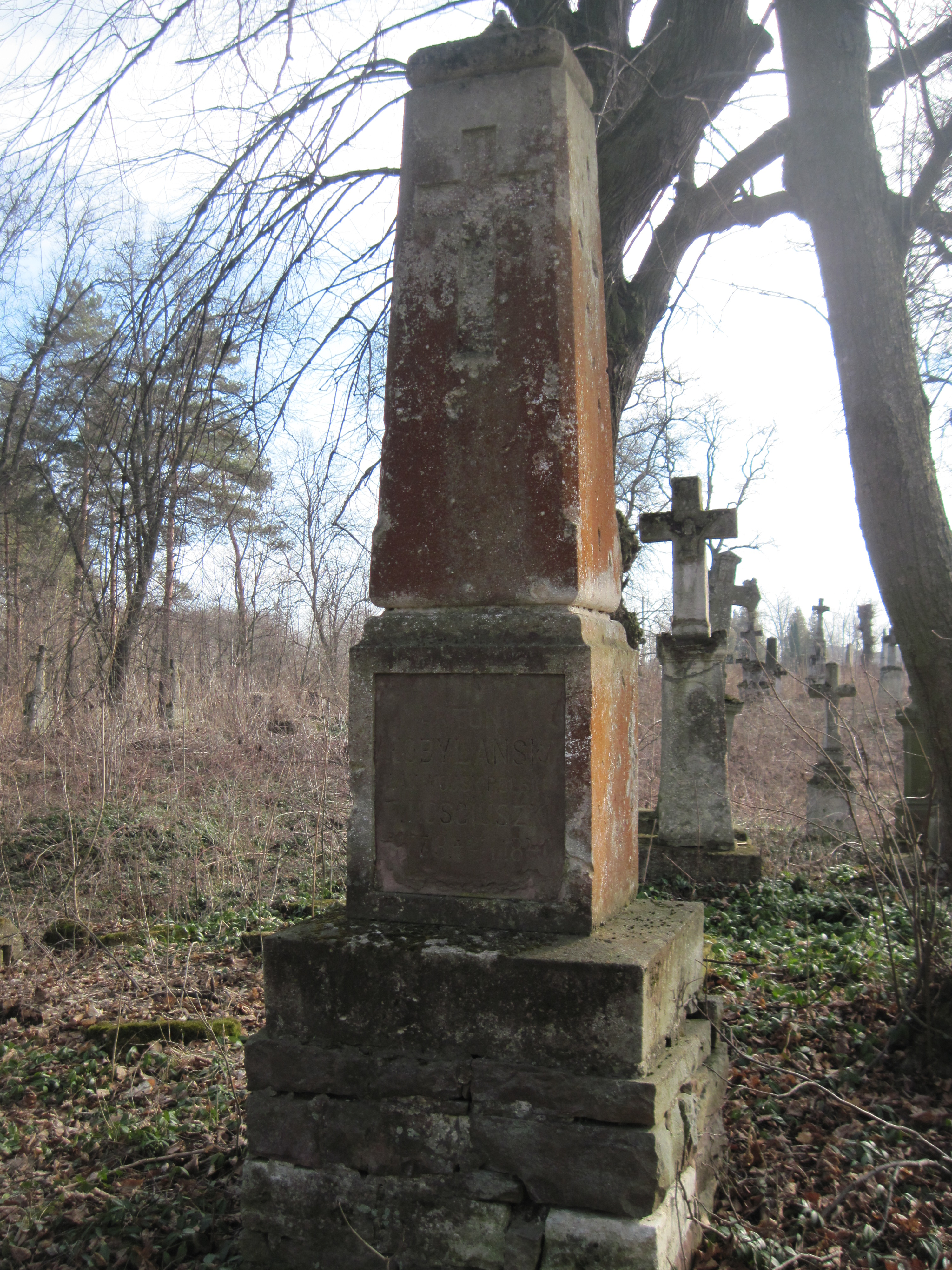
Надгробок Антонія Кобилянського, лютий 2015
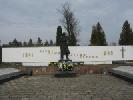
Меморіал воїнам Червоної армії
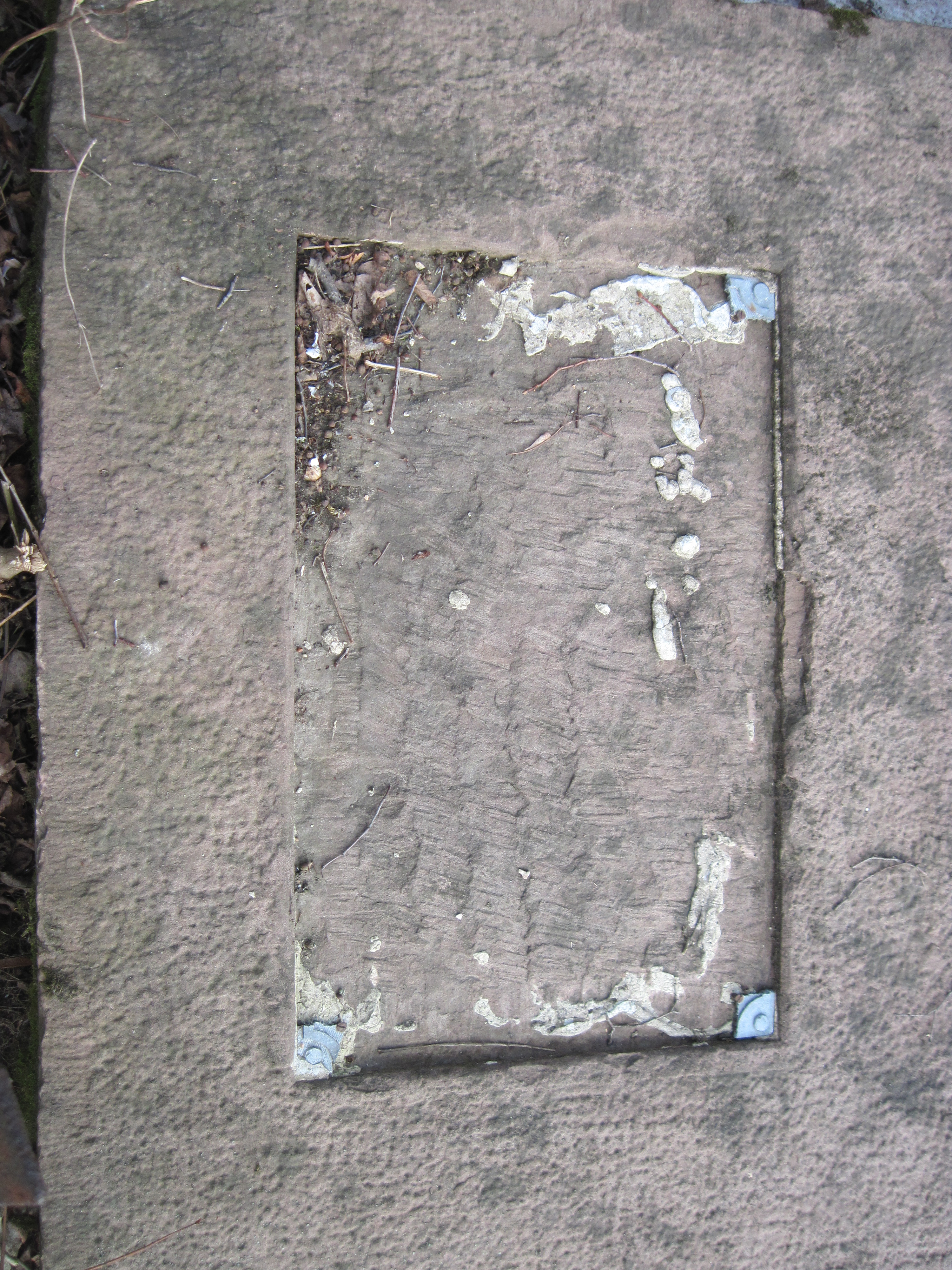
Вандалізм, 2015